# Bayou
Bayou je v uporabi v južnih Združenih državah vodno telo, ki se običajno nahaja na ravnem, nizko ležečem območju. Lahko se nanaša na izjemno počasen potok, reko, močvirno jezero, mokrišče ali potok. Običajno vsebujejo slano vodo, ki je zelo primerna za življenje rib in plankton.
Zaliv je pogosto anabranša ali manjši rokav prepletenega kanala, ki je počasnejši od glavnega toka, pogosto postane močvirnat in stoječ. Čeprav se favna razlikuje glede na regijo, so številni zalivi dom rakom, določenim vrstam kozic, drugim školjkam in pijavkam, somom, žabam, krastačam, salamandrom, pupkom, ameriškim aligatorjem, želvam in kačam, kot so vodne kače, močvirske kače, blatne kače, kače rakarice in mokasinke. Pogoste ptice so anhinge, čaplje, žerjavi, žličarke, pa tudi številne druge vrste.